# Lennart Lundberg
Ej att förväxla med friidrottaren Lennart Lundberg
Lennart Arvid Lundberg, född 29 september 1863 i Norrköpings Sankt Olai församling, Östergötlands län, död 27 juli 1931 i Karlshamns församling, Blekinge län, var en svensk pianist, tonsättare och pianopedagog.

## Biografi
Lundberg var elev vid Stockholms musikkonservatorium 1881–1886 och sedan lärare där 1903–1928, professor 1913. Han studerade för Hilda Thegerström, Conrad Nordqvist, Joseph Dente och vidare för Chopin-eleven Madame Camille Dubois och Ignaz Paderewski. Bland hans elever märks bland andra Märtha Ohlson, Stina Sundell, Sven Brandel, Uno Sundelin, Gunnar de Frumerie, Algot Haquinius och Olof Wibergh.
Lennart Lundberg invaldes som ledamot nr 514 av Kungliga Musikaliska Akademien den 28 april 1904. Han är begravd på Matteus kyrkogård i Norrköping.

## Verk i urval
- Till Helganaes
- 6 Klavierstücke
- Barcarolle op.7:1
- Konsertetyder Konzert-Etüden op.19 H.1 1. Toccata d-moll
- Konsertetyder Konzert-Etüden op.19 H.2
- Sonat f piano, op.33, d-moll
- Zwei Klavierstücke: Preludium op.37:1
- Valse-Caprice op.42:1
- Ballade f piano op.47
- Legend op.55:1
- Nocturne op.56:3
- Polonäs op.57, H-dur
- Nocturne op.61:2
- Epilog op.61:5
- Tekniska studier för piano, Stockholm 1922